# Alexéi Yakimenko
Alexéi Andréyevich Yakimenko –en ruso, Алексей Андреевич Якименко– (Barnaúl, 31 de octubre de 1983) es un deportista ruso que compitió en esgrima, especialista en la modalidad de sable.
Participó en cuatro Juegos Olímpicos de Verano, entre los años 2004 y 2016, obteniendo una medalla de bronce en Atenas 2004, en la prueba por equipos (junto con Alexei Diachenko, Stanislav Pozdniakov y Serguei Sharikov), el cuarto lugar en Pekín 2008 y el cuarto en Londres 2012, también por equipos.
Ganó 11 medallas en el Campeonato Mundial de Esgrima entre los años 2003 y 2016, y 23 medallas en el Campeonato Europeo de Esgrima entre los años 2003 y 2017.

## Palmarés internacional
| Juegos Olímpicos   | Juegos Olímpicos        | Juegos Olímpicos  | Juegos Olímpicos  |
| Año                | Lugar                   | Medalla           | Prueba            |
| ------------------ | ----------------------- | ----------------- | ----------------- |
| 2004               | Atenas (Grecia)         | Medalla de bronce | Sable por equipos |
| Campeonato Mundial |                         |                   |                   |
| Año                | Lugar                   | Medalla           | Prueba            |
| 2003               | La Habana (Cuba)        | Medalla de oro    | Sable por equipos |
| 2005               | Leipzig (Alemania)      | Medalla de oro    | Sable por equipos |
| 2005               | Leipzig (Alemania)      | Medalla de bronce | Sable individual  |
| 2006               | Turín (Italia)          | Medalla de bronce | Sable por equipos |
| 2010               | París (Francia)         | Medalla de oro    | Sable por equipos |
| 2011               | Catania (Italia)        | Medalla de oro    | Sable por equipos |
| 2013               | Budapest (Hungría)      | Medalla de oro    | Sable por equipos |
| 2014               | Kazán (Rusia)           | Medalla de bronce | Sable individual  |
| 2015               | Moscú (Rusia)           | Medalla de oro    | Sable individual  |
| 2015               | Moscú (Rusia)           | Medalla de plata  | Sable por equipos |
| 2016               | Río de Janeiro (Brasil) | Medalla de oro    | Sable por equipos |
| Campeonato Europeo |                         |                   |                   |
| Año                | Lugar                   | Medalla           | Prueba            |
| 2003               | Bourges (Francia)       | Medalla de oro    | Sable por equipos |
| 2003               | Bourges (Francia)       | Medalla de plata  | Sable individual  |
| 2004               | Copenhague (Dinamarca)  | Medalla de oro    | Sable por equipos |
| 2004               | Copenhague (Dinamarca)  | Medalla de bronce | Sable individual  |
| 2005               | Zalaegerszeg (Hungría)  | Medalla de oro    | Sable por equipos |
| 2006               | Esmirna (Turquía)       | Medalla de oro    | Sable individual  |
| 2006               | Esmirna (Turquía)       | Medalla de bronce | Sable por equipos |
| 2007               | Gante (Bélgica)         | Medalla de oro    | Sable por equipos |
| 2007               | Gante (Bélgica)         | Medalla de plata  | Sable individual  |
| 2008               | Kiev (Ucrania)          | Medalla de oro    | Sable por equipos |
| 2008               | Kiev (Ucrania)          | Medalla de plata  | Sable individual  |
| 2010               | Leipzig (Alemania)      | Medalla de oro    | Sable individual  |
| 2011               | Sheffield (Reino Unido) | Medalla de oro    | Sable individual  |
| 2011               | Sheffield (Reino Unido) | Medalla de bronce | Sable por equipos |
| 2012               | Legnano (Italia)        | Medalla de oro    | Sable individual  |
| 2012               | Legnano (Italia)        | Medalla de oro    | Sable por equipos |
| 2013               | Zagreb (Croacia)        | Medalla de plata  | Sable individual  |
| 2014               | Estrasburgo (Francia)   | Medalla de oro    | Sable individual  |
| 2014               | Estrasburgo (Francia)   | Medalla de plata  | Sable por equipos |
| 2015               | Montreux (Suiza)        | Medalla de bronce | Sable individual  |
| 2016               | Toruń (Polonia)         | Medalla de oro    | Sable por equipos |
| 2016               | Toruń (Polonia)         | Medalla de bronce | Sable individual  |
| 2017               | Tiflis (Georgia)        | Medalla de oro    | Sable por equipos |